# Blues Live!
Blues Live! — концертний альбом американського блюзового музиканта Отіса Раша, випущений у 1975 році лейблом Trio Records (Японія). Записаний 20 і 29 липня 1975 року в парку Хібая-Янгай-Онгакудо в Токіо у рамках 3-го блюзового фестивалю. 1978 році альбом випущений в США під назвою So Many Roads: Live in Concert лейблом Delmark. 1979 року альбом був номінований на премію «Греммі».

## Про альбом
Влітку 1975 року Отіс Раш вирушив на гастролі в Японію разом з такими музикантами, як Біг Джон Вільямс, Літтл Бразер Могтгомері і гурт Джиммі Докінса (з гітаристом Джиммі Джонсоном).
Альбом був записаний 20 і 29 липня 1975 року в парку Хібая-Янгай-Онгакудо у Токіо в рамках 3-го блюзового фестивалю, організованого журналом New Music Magazine і Kyodo Tokyo Inc. Отіс Раш виступив разом з музикантами гурту Докінса у складі гітариста Джиммі Джонсона, басиста Сільвестра Бойнса і ударника Тайрона Сенчерея. Серед композицій кавер-версії пісень «Every Day I Have the Blues» Мемфіса Сліма, «Crosscut Saw» Альберта Кінга і «Gambler's Blues» Б.Б. Кінга, інструментальна «Chitlins con Carne» Кенні Беррелла та власні хіти «I Can't Quit You Baby» і «So Many Roads, So Many Trains».
У 1975 році альбом вийшов на лейблі Trio Records (Японія). У 1978 році альбом випущений в США під назвою So Many Roads: Live in Concert лейблом Delmark (з «Crosscut Saw», яка не була включена на японському LP і замінила «Mean Old World») з іншим порядком композицій. У 1995 році перевиданий Delmark на CD з 3 додатковими треками («Chitlins con Carne», «I've Got News for You» і «Mean Old World») та іншим порядком композицій.

## Визнання
1979 року на 22-й церемонії нагородження премії «Греммі» альбом So Many Roads був номінований в категорії «Найкращий запис етнічної або народної музики».

## Список композицій
LP (1975, Японія)
1. «Mean Old World» (Аарон Вокер) — 2:55
2. «All Your Love» (Семюел Мегетт) — 4:17
3. «Will My Woman Be Home Tonight?» (Ерл Гукер) — 4:02
4. «Every Day I Have the Blues» (Пітер Четмен) — 4:30
5. «Looking Back» (Брук Бентон, Белфорд Гендрікс, Клайд Отіс, Отіс Раш) — 4:18
6. «Gambler's Blues» (Б.Б. Кінг) — 6:52
7. «Three Times a Fool» (Отіс Раш) — 4:35
8. «So Many Roads, So Many Trains» (Маршалл Пол) — 5:29
9. «I Can't Quit You Baby» (Віллі Діксон) — 4:00

LP (1978, США)
1. «Will My Woman Be Home Tonight?» (Ерл Гукер) — 3:59
2. «Every Day I Have the Blues» (Пітер Четмен) — 3:30
3. «I Can't Quit You Baby» (Віллі Діксон) — 6:21
4. «Crosscut Saw» (Р.Дж. Форд) — 3:45 [бонус-трек]
5. «Looking Back» (Брук Бентон, Белфорд Гендрікс, Клайд Отіс, Отіс Раш) — 4:26
6. «All Your Love» (Семюел Мегетт) — 4:14
7. «So Many Roads, So Many Trains» (Маршалл Пол) — 5:27
8. «Gambler's Blues» (Б.Б. Кінг) — 6:51
9. «Three Times a Fool» (Отіс Раш) — 4:45

CD (1995, США)
1. «Introduction» — 9:15
2. «Will My Woman Be Home Tonight (Blue Guitar)» (Ерл Гукер) — 4:10
3. «Every Day I Have the Blues» (Пітер Четмен) — 4:42
4. «I Can't Quit You Baby» (Віллі Діксон) — 5:28
5. «Crosscut Saw» (Р. Дж. Форд) — 3:54
6. «Looking Back (Take a Look Behind)» (Брук Бентон, Белфорд Гендрікс, Клайд Отіс, Отіс Раш) — 4:29
7. «Chitlins con Carne» (Кенні Беррелл) — 4:41 [бонус-трек]
8. «I've Got News for You» (Рей Альфред) — 5:04 [бонус-трек]
9. «Mean Old World» (Аарон Вокер) — 2:55 [бонус-трек]
10. «All Your Love (I Miss Loving)» (Отіс Раш) — 4:16
11. «So Many Roads, So Many Trains» (Маршалл Пол) — 5:28
12. «Gambler's Blues» (Б.Б. Кінг) — 7:51
13. «Three Times a Fool» (Отіс Раш) — 4:46

## Учасники запису
- Отіс Раш — гітара, вокал
- Джиммі Джонсон — гітара
- Сільвестр Бойнс — бас
- Тайрон Сенчерей — ударні

Технічний персонал
- Ясуфумі Хігурасі — керівник
- Куніо Араї — інженер
- Юуносуку Міямото фотографія обкладинки
- Тенто Місіма — дизайн
- Такасі Ісії — текст обкладинки